# Richard McDonald (Leichtathlet)
Richard McDonald (auch Rich oder Rick McDonald; * 21. Mai 1949 in Etobicoke) ist ein ehemaliger kanadischer Hürdenläufer, der sich auf die 110-Meter-Distanz spezialisiert hatte.
1970 wurde er bei den British Commonwealth Games in Edinburgh Sechster. bei den Olympischen Spielen 1972 in München erreichte er das Halbfinale.
1970 und 1972 wurde er Kanadischer Vizemeister. Seine persönliche Bestzeit von 13,9 s stellte er am 27. Mai 1972 in Philadelphia auf.